# Bruce Wasserstein
Bruce Jay Wasserstein (Brooklyn, 25 de dezembro de 1947 — Manhattan, 14 de outubro de 2009) foi um banqueiro, empresário e escritor americano de investimentos. Ele se formou na McBurney School, Universidade de Michigan, Harvard Business School e Harvard Law School, e passou um ano na Universidade de Cambridge. Ele se destacou no setor de fusões e aquisições, com o crédito de trabalhar em mil transações com um valor total de aproximadamente 250 bilhões de dólares.

## Primeiros anos
Wasserstein nasceu e foi criado em Midwood, Brooklyn, Nova Iorque, filho de Lola (née Schleifer) e Morris Wasserstein. Seu pai, um imigrante judeu da Segunda República Polonesa, emigrou para Nova Iorque e fundou uma empresa de fitas. Seu avô materno era Simon Schleifer, um professor judeu na yeshivá em Wloclawek, na Polônia, que mais tarde emigrou para Paterson, Nova Jérsia, e se tornou diretor da escola de hebraico.
Wasserstein teve quatro irmãos: a empresária Sandra Wasserstein Meyer; a dramaturga ganhadora do Prêmio Pulitzer Wendy Wasserstein (cuja filha, Lucy Jane, ele estava criando no momento de sua morte); Abner Wasserstein (falecido em 2011); e Georgette Levis (falecido em 2014), casado com o psiquiatra Albert J. Levis.
Wasserstein frequentou a Yeshivá de Flatbush para o ensino médio.

## Carreira
Começando sua carreira como advogado de Cravath, Swaine & Moore, Wasserstein mudou-se para a First Boston Corp. em 1977 e, eventualmente, passou a co-chefe da então dominante empresa de fusões e aquisições da empresa. Em 1988, com o colega Joseph Perella, ele deixou a First Boston para formar a boutique de banco de investimentos Wasserstein Perella & Co., que vendeu em 2000, no topo do mercado em alta do final da década de 1990, para o Dresdner Bank da Alemanha por cerca de 1,4 bilhão de dólares em estoque. Em 2002, ele deixou a unidade Dresdner Kleinwort Wasserstein (formada pela fusão da unidade Kleinwort Benson da Dresdner no Reino Unido com Wasserstein Perella) para se tornar chefe da empresa de serviços financeiros Lazard. Em 2005, ele liderou a oferta pública inicial de Lazard e se tornou o primeiro presidente e CEO da empresa pública.
A Wasserstein controlava a Wasserstein & Co., uma firma de private equity com investimentos em vários setores, principalmente na mídia. Em 2004, ele adicionou a New York Magazine ao seu império da mídia. Em julho de 2007, ele vendeu a American Lawyer Media para a Incisive Media por cerca de 630 milhões de dólares em dinheiro. Ele foi creditado com o termo "defesa Pac-Man", usado por empresas-alvo durante uma tentativa de aquisição hostil.

## Filantropia
Em 2007, Wasserstein fez uma doação de 25 milhões de dólares para a Harvard Law School, para a criação de uma grande ala acadêmica do complexo Northwest Corner da escola, que foi nomeado Wasserstein Hall.

## Patrimônio líquido
Segundo a Forbes, em 17 de setembro de 2008, o patrimônio líquido de Wasserstein era estimado em 2,3 bilhões de dólares.
Em 2008, ele possuía um apartamento na Quinta Avenida 927, em Nova Iorque, uma propriedade em Santa Barbara, na Califórnia, uma propriedade à beira-mar no Atlântico em East Hampton (Long Island), uma casa na 38 Belgrave Square em Londres e outro apartamento em Paris.

## Vida pessoal
Wasserstein foi casado quatro vezes e teve seis filhos biológicos:
- Laura Lynelle Killin (casada em 1968, divorciada em 1974).[7]
- Christine Parrott (divorciada em 1992). Eles tiveram três filhos: Ben, Pam e Scoop.[7] Christine é psicanalista e desde então se casou com o jornalista e editor de jornais americano Dan Rattiner.[20]
- Claude Becker (casado em 1996, divorciado em 2008). Eles tiveram dois filhos: Jack e Dash.[7] Antes de se casar com Wasserstein, Claude era produtora de notícias da CBS, ganhadora do Emmy. Após a morte de Bruce, Claude acolheu Lucy, filha de sua irmã Wendy.[21]
- Angela Chao, (casada em 2009, até a morte de Wasserstein).[7] Ela é irmã de Elaine Chao, casada com o senador americano Mitch McConnell.[7]

Wasserstein teve um sexto filho, Sky Wasserstein, com Erin McCarthy depois de se separar de Becker; McCarthy foi uma diretora da Escola de Jornalismo da Universidade de Columbia. Sky foi concebido por fertilização in vitro e nasceu no Hospital de Nova Iorque em 2008. Wasserstein deu a ela o nome do meio, Wendy, em memória de sua irmã que morreu em 2006. Ele também nomeou a Sky como beneficiária que estabeleceu para todos os seus filhos que possuíam seus ativos herdados, incluindo várias propriedades e negócios imobiliários, como a New York Magazine. Wasserstein e McCarthy compartilharam a guarda conjunta de sua filha. Após a morte de Wasserstein, os administradores dos vários fundos da família impediram a Sky de se beneficiar dos ativos fiduciários de propriedade conjunta. Um artigo sobre a disputa foi publicado na Vanity Fair, mas Jezebel informou em 2016 que o artigo havia sido removido do sítio da revista.
A posição política de Wasserstein era liberal. Ele estava envolvido com a mídia desde o ensino médio e superior, quando era editor do jornal do ensino médio, The McBurneian Bruce Wasserstein’s Westport Connection - WestportNow.com - Westport, Connecticut (McBurney School, Nova Iorque) e mais tarde na Universidade do Michigan Michigan Daily, em seguida, serviu um estágio na revista Forbes. Inspirado por Ralph Nader, ele foi um dos "Nader's Raiders" por um breve período de tempo. Rahm Emanuel e Vernon Jordan foram empregados por Wasserstein por alguns anos. Wasserstein também atuou como administrador da Escola de Jornalismo da Universidade de Columbia, de 2001 até sua morte.

## Morte
Em 11 de outubro de 2009, Wasserstein foi internado no hospital com um batimento cardíaco irregular. Foi relatado originalmente que sua condição era grave, mas que ele estava estável e se recuperando. No entanto, Wasserstein morreu em Manhattan três dias depois, em 14 de outubro, aos 61 anos.

## Livros
- Wasserstein, Bruce (2001). Big Deal: Mergers and Acquisitions in the Digital Age. Nova Iorque: Warner Books. ISBN 0-446-52268-6
- Wasserstein, Bruce (1998). Big Deal: The Battle for the Control of America's Leading Corporations. Nova Iorque: Warner Books. ISBN 0-446-67521-0
- Wasserstein, Bruce (1978). Corporate Finance Law: A Guide for the Executive. Nova Iorque: McGraw-Hill. ISBN 0-07-068423-5
- Wasserstein, Bruce; Mark J. Green (1970). With Justice for Some: An Indictment of the Law by Young Advocates. Boston: Beacon Press. ISBN 0-8070-0541-X